# Richard Tecwyn Williams
Richard Tecwyn Williams (ur. 20 lutego 1909 w Abertillery, zm. 29 grudnia 1979) – brytyjski biochemik, członek Royal Society, profesor biochemii w St Mary's Hospital Medical School, prekursor systematycznych badań nad metabolizmem ksenobiotyków.

## Życiorys
Richard Tecwyn Williams urodził się 20 lutego 1909 w Abertillery, mieście w Południowej Walii. Był pierwszym z pięciorga dzieci. Imię Richard odziedziczył po ojcu, imię Tecwyn pochodzi prawdopodobnie od nazwy miasta Llandecwyn, gdzie mieszkali jego przodkowie. W domu rodzice mówili po walijsku, i to był właśnie pierwszy język Richarda Tecwyna. Matka, Mary Ellen była prywatną nauczycielką i w tę stronę kierowała karierę syna.  Po ukończeniu szkoły podstawowej (Gelli Crug Junior School) i średniej (Abertillery County School) w Abertillery studiował chemię i fizjologię na Uniwersytecie w Cardiff, gdzie uzyskał stopień Bachelor’s degree i dyplom nauczyciela w 1928 roku. Stopień doktora filozofii (Ph.D.) uzyskał w 1932 roku na podstawie pracy "Constitutional Studies of Biologically Important Carbohydrate Derivatives 1.The Structure of Theophylline Arabinoside and, 2.Glucuronic Acid".

## Działalność naukowa
W 1949 roku Williams objął katedrę biochemii w St Mary's Hospital Medical School w Londynie, w latach 1950. pracował tam nad metabolizmem talidomidu. W marcu 1967 roku został członkiem Royal Society of London. W charakterystyce kandydata stwierdzono, że dzięki badaniom Williamsa stworzone zostały podstawy toksykologii biochemicznej, w szczególności dzięki jego pracom nad metabolizmem związków alifatycznych, benzenów, sulfonamidów, talidomidu i zagadnieniami fluorescencji.
W 1968 roku Profesor Williams nawiązał kontakt z Zakładem Biochemii Uniwersytetu w Ibadanie. Stworzył tam przeddyplomowy program nauczania w zakresie metabolizmu leków i współuczestniczył w rozwijaniu ekpertyzy Zakładu w dziedzinie toksykologii biochemicznej.
Richard Williams otrzymał doktoraty honorowe nadane przez Uniwersytet Paryski (1966), Uniwersytet w Tübingen (1972), Uniwersytet w Ibadanie (1972) i Uniwersytet Walijski (1976). Był członkiem honorowym Society of Toxicology, U.S.A. (1966), Pan American Medical Association (1969), Société française de Toxicologie (1976).
W ciągu 49 lat działalności Richard Williams opublikował 391 prac naukowych. 
Richard Tecwyn Williams poślubił w 1937 roku Josephine Sullivan, małżeństwo miało pięcioro dzieci. Profesor Williams przeszedł na emeryturę w 1976 roku a w 1979 zmarł z powodu nowotworu.